# فینال جام اتحادیه فوتبال انگلستان ۱۹۶۸
فینال جام اتحادیه فوتبال انگلستان ۱۹۶۸، رقابت پایانی جام اتحادیه فوتبال انگلستان در سال ۱۹۶۸ میلادی است که مابین دو تیم باشگاه فوتبال لیدز یونایتد و باشگاه فوتبال آرسنال در ورزشگاه ومبلی لندن برگزار شده‌است.
این مسابقه که در تاریخ ۲ مارس ۱۹۶۸ انجام شده‌است با نتیجه ۱ بر ۰ به سود تیم باشگاه فوتبال لیدز یونایتد به پایان رسید.